# Aire urbaine de Briare
L’aire urbaine de Briare est une aire urbaine française centrée sur la ville de Briare dans le département du Loiret et la région Centre-Val de Loire. Elle possède un périmètre identique à celui de l’unité urbaine de Briare.
D'après la définition qu'en donne l'Institut national de la statistique et des études économiques (INSEE), l'aire urbaine de Briare constitue une « petite aire » c'est-à-dire « un ensemble de communes, d'un seul tenant et sans enclave, constitué par un pôle (unité urbaine) de 1 500 à 5 000 emplois, et par des communes rurales ou unités urbaines dont au moins 40 % de la population résidente ayant un emploi travaille dans le pôle ou dans des communes attirées par celui-ci ».
Elle est comprise dans l'espace urbain de Paris (ou grand bassin parisien) et la zone d'emploi de Gien.
C'est l'une des sept aires urbaines du Loiret.

## Géographie
L'aire urbaine de Briare est composée de deux communes situées dans le département du Loiret et la région naturelle du Giennois. Ses 6 219 habitants font d'elle la sixième aire urbaine du département.
Le tableau suivant détaille la répartition de l'aire urbaine sur le département (les pourcentages s'entendent en proportion du département) :
| Département | Communes | Communes (%) | Superficie (km2) | Superficie (%) | Population (2008) | Population (%) |
| ----------- | -------- | ------------ | ---------------- | -------------- | ----------------- | -------------- |
| Loiret      | 2        | 0,6          | 70,17            | 1,04           | 6 219             | 0,96           |

### Démographie
La population de l'aire urbaine a compté jusqu'à 6 732 habitants en 1982.
| 1968  | 1975  | 1982  | 1990  | 1999  | 2008  |
| ----- | ----- | ----- | ----- | ----- | ----- |
| 5 615 | 6 082 | 6 732 | 6 579 | 6 542 | 6 219 |

Pyramide des âges
Au recensement de 2008, la population comptait 3 259 femmes pour 2 960 hommes.
| Hommes | Classe d’âge | Femmes |
| ------ | ------------ | ------ |
| 0,4    | + 90         | 2,3    |
| 8,9    | 75-89        | 13,9   |
| 17,3   | 60-74        | 16,3   |
| 21,8   | 45-59        | 21,4   |
| 17,7   | 30-44        | 16,4   |
| 16,6   | 15-29        | 14,2   |
| 17,3   | 0-14         | 15,4   |

### Liste des communes
Voici la liste des deux communes de l'aire urbaine de Briare, toutes comprises dans le département du Loiret,.
| Code INSEE | Commune                | Statut       | Canton              | Superficie (km2) | Population (2008) | Densité moyenne (hab./km2) |
| ---------- | ---------------------- | ------------ | ------------------- | ---------------- | ----------------- | -------------------------- |
| 45053      | Briare                 | Ville-centre | Briare              | +0045,41         | +0 0005 709,      | +00125,7                   |
| 45276      | Saint-Firmin-sur-Loire | Banlieue     | Châtillon-sur-Loire | +0024,76         | +00 000510,       | +00020,6                   |
|            | Total                  |              |                     | +0070,17         | +0 0006 219,      | +00088,6                   |

## Administration
L'aire urbaine de Briare appartient à l'arrondissement de Montargis et chevauche partiellement les cantons de Briare et de Châtillon-sur-Loire.